# Skedsmo
Skedsmo was een gemeente in de Noorse provincie Akershus. De gemeente telde 53.278 inwoners in januari 2017. De gemeente ging per 1 januari 2020 op in de nieuwe gemeente Lillestrøm.
De belangrijkste plaats en zetel van het bestuur van de gemeente is Lillestrøm. Andere belangrijke plaatsen zijn Kjeller, Strømmen, Skjetten, Leirsund en Skedsmokorset.

## Geboren
- Trygve Haavelmo (1911-1999), econoom en Nobelprijswinnaar (1989)
- Jon Knudsen (1974), voetballer

Ås · Asker · Aurskog-Høland · Bærum · Eidsvoll · Enebakk · Frogn · Gjerdrum · Hurdal · Jevnaker · Lillestrøm · Lørenskog · Lunner · Nannestad · Nes · Nesodden · Nittedal · Nordre Follo · Rælingen · Ullensaker · Vestby

Voormalige gemeentes: Fet · Oppegård · Skedsmo · Ski · Sørum